# 2067
2067 és una pel·lícula australiana de ciència-ficció del 2020 dirigida i escrita per Seth Larney i protagonitzada per Kodi Smit-McPhee i Ryan Kwanten. S'ha doblat i subtitulat al català.

## Repartiment
- Kodi Smit-McPhee com a Ethan Whyte
  - Finn Little com a jove Ethan Whyte
- Ryan Kwanten com a Jude Mathers
- Sana'a Shaik com a Xanthe Whyte
- Aaron Glenane com a Dr. Richard Whyte
- Deborah Mailman com a Regina Jackson
- Leeanna Walsman com a Selene Whyte
- Damian Walshe-Howling com a Billy Mitchell
- Natasha Wanganeen com el governador

## Producció
El director sud-africà Larney va créixer a Austràlia, a Nova Gal·les del Sud construïda pel seu pare pintor impressionista. Larney havia fet alguns treballs de postproducció i efectes visuals per a The Matrix Reloaded i X-Men Origins: Wolverine abans de dirigir el seu primer llargmetratge, la pel·lícula d'acció de Malàisia Tombiruo (2017). 2067 és el seu primer llargmetratge a Austràlia, va dir que tractava sobretot de l'esperança. La idea del film el va començar a desenvolupar el 2005, quan tenia 25 anys. En fer aquesta pel·lícula, es va inspirar en les pel·lícules de Stanley Kubrick, Terry Gilliam, Duncan Jones i Denis Villeneuve. Abans havia dirigit curtmetratges The Clearing i Roman’s Ark.
Va rebre finançament de Screen Australia, South Australian Film Corporation, Adelaide Film Festival Investment Fund i Screen NSW.
El rodatge va tenir lloc a Orange, Nova Gal·les del Sud i Adelaide Studios. El disseny de producció va ser a càrrec de Jacinta Leong i va ser produïda per Lisa Shaunessy (Arcadia), Jason Taylor (Futurism Studios) i Kate Croser (Kojo).